# گالری
گالری، در دایره واژگان معماری، هر گذرگاه سرپوشیده‌ای است که از یک طرف باز است، که در فارسی به آن رواق می‌گویند. 
در دوران رنسانس واژه گالری‌ به راهروهایی بلند و باریک در خانه‌های اشرافی و کاخ‌ها اطلاق شد که کارکرد آن‌ها، نمایش آثار هنری بود. اصطلاح گالری هنری (به فارسی نگارخانه)  به عنوان فضایی برای خرید و فروش آثار هنری،از این کاربرد گرفته شده است.
همچنین این واژه میتواند به بخشی خاص در موزه‌های هنری یا اصولا به موزه‌های هنری اطلاق شود.
گالری ممکن است به یکی از موارد زیر اشاره داشته باشد:
- نگارخانه
- موزه هنری